# Alena Melicharová
Alena Melicharová, také Stanislava Alena Melicharová, rozená Alena Kaderová (* 7. května 1938 Kolín) je česká spisovatelka a básnířka.

## Život
Dětství prožila v Pečkách. Po válce přišla s rodiči do Oseka. Vystudovala Vyšší odbornou školu pedagogickou v Teplicích a v Ústí nad Labem a poté působila jako učitelka v Jeníkově, Hrobu a Duchcově. Dnes žije v Košťanech u Teplic.
Její básnické sbírky ze 70. let 20. století nebyly vydány. Později se mj. objevily první básně. v novinách Průboj a Revue Teplice a v příloze Sluneční koróna měsíčníku Nové Ústecké Přehledy.
Je členkou skupiny „D“ na zámku Duchcov a v Obci spisovatelů a Klubu severočeských spisovatelů.
V roce 2001 se zúčastnila výstavy „Kouzelná krajina Českého středohoří 2001“ a v březnu 2000 a dubnu 2002 měla vlastní výstavy.
Jednou z jejích nejznámějších básní je Ulrika o Ulrice von Levetzow, poslední přítelkyní Johanna Wolfganga Goetha.

## Dílo
- Duchcov (1970)
- Prohlídka zámku (1971)
- Letokruhy (2000)
- Doteky (2003)
- Jméno láska (2004), ISBN 80-7055-105-4
- Ulrika (2005), ISBN 80-7055-124-0
- Co na srdci (2006), ISBN 80-7055-128-3
- Zorinka (2007), ISBN 978-80-7055-141-7
- Paleta plná poezie (2008), ISBN 978-80-7055-150-9
- Sněhulácké pohádky (2010)
- Řekni to květinou (2010), ISBN 978-80-7055-169-1
- Ve dvou (2011)
- Studánková víla (2013)
- Věčná řeka (2014)
- Barevné sonety (2018)
- Mohylový les
- Krajina
- Středohoří
- Panenčata
- Léto na Ohři
- Můj verš
- Báseň o tichu
- Májová
- Vesnický hřbitov